# François Righi
Pour les articles homonymes, voir Righi.
François Righi est un artiste plasticien français, né le 16 mai 1946 à Lyon (France).

## Biographie
Admis en 1963 à l’École nationale supérieure des beaux-arts de Lyon, François Righi intègre l’année suivante l’École des arts appliqués de Paris et fréquente l’atelier du graveur Pierre Guastalla. 
D’abord formé à la danse classique espagnole par le danseur-chorégraphe José Torres puis à la danse contemporaine et primitive par Christiane de Rougemont, il devient danseur professionnel à partir de 1965. C’est en 1970, après son service militaire, qu’il décide de revenir aux arts plastiques, en poursuivant la pratique de la gravure avec Jean Delpech. 
En 1974 est publié Flèche-en-ciel. 
Il fonde en 1986 sa propre maison d’édition dans le Cher, Le Tailleur d’images qui deviendra en 2003 D'ailleurs-l'image et en 2008 Les livres sont muets.